# Kościół Zwiastowania Pańskiego w Tarxien
Kościół Zwiastowania Pańskiego w Tarxien (malt. Il-knisja tal-Lunzjata, ang. Church of the Annunciation) – rzymskokatolicka świątynia parafialna znajdująca się w miejscowości Tarxien (malt. Ħal Tarxien) na Malcie, w południowo-wschodniej części wyspy o tej samej nazwie.
Kościół znajduje się w centrum Tarxien, przy Placu Republiki (malt. Misrah ir-Repubblika). Budynek wpisany jest do maltańskiego rejestru zabytków NICPMI (National Inventory of the Cultural Property of the Maltese Islands) – nr rej. 02045.

## Historia
Parafia Zwiastowania Pańskiego w Tarxien ustanowiona została 29 maja 1592 roku przez biskupa Tomása Gargallo.

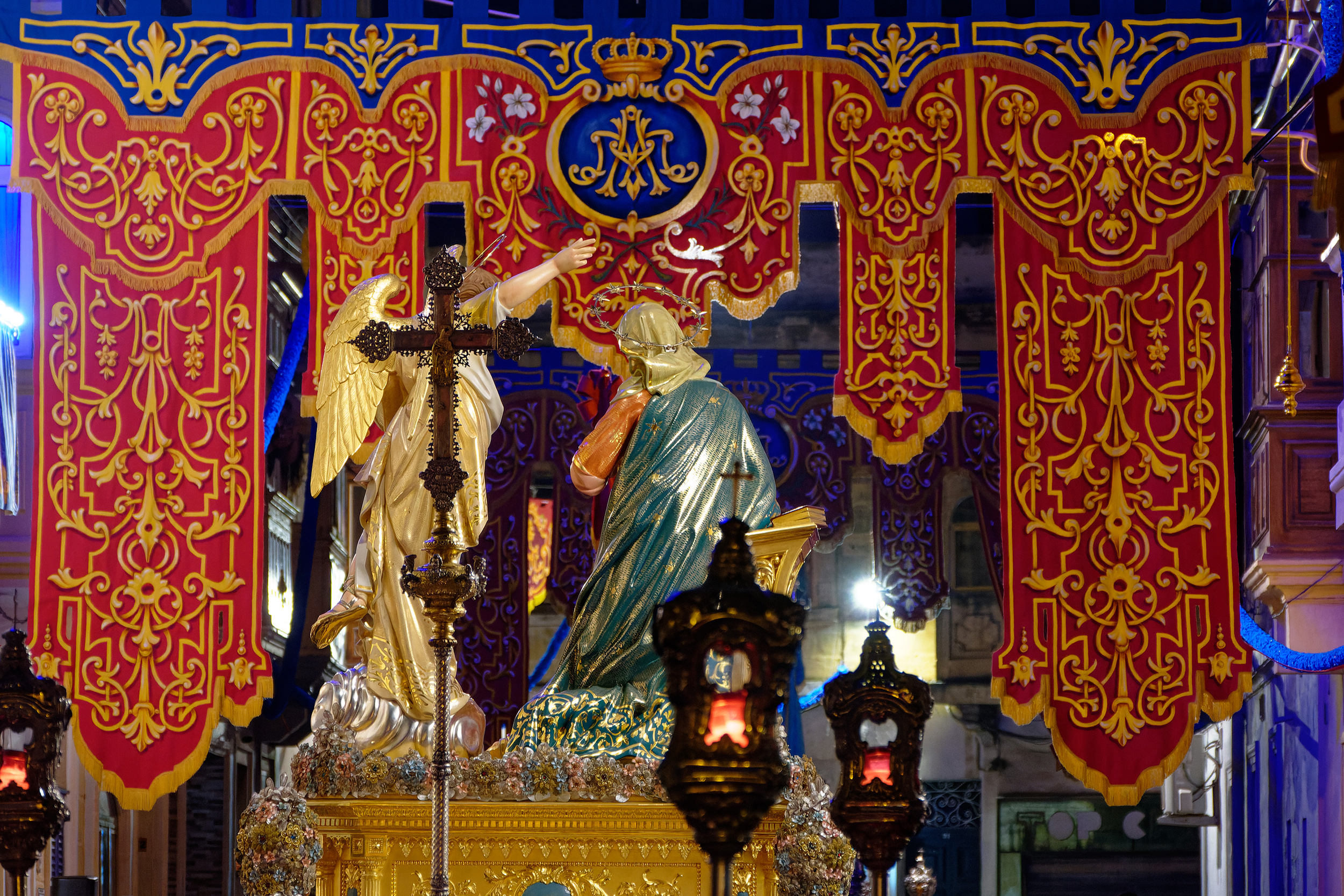
Wnętrze kościoła podczas procesji z okazji Święta Zwiastowania Pańskiego (2023)

Za datę rozpoczęcia budowy kościoła parafialnego uznaje się 5 maja 1610 roku, choć właściwa data pozostaje nieznana. Nie jest znany również architekt budynku. Świątynia została wzniesiona w miejscu, gdzie niegdyś znajdowały się trzy niewielkie kościoły: św. Pawła, św. Łukasza i św. Mikołaja. W 1621 roku kościół Zwiastowania Pańskiego wciąż nie był ukończony, ale na podstawie inspekcji duszpasterskiej domniemywa się, że budowa zakończyła się w 1627 roku. Kościół miał wówczas trzy nawy z kaplicami po obu stronach ołtarza głównego. Wzniesiony na planie krzyża łacińskiego, w swojej części centralnej miał płaską kopułę oraz kolejne dwie kaplice. Nad drzwiami wejściowymi na fasadzie znajdowało się pięć kamiennych herbów: papieża Pawła V, wielkiego mistrza zakonu joannitów Alofa de Wignacourta, biskupa Tomása Gargallo, biskupa Baldassare’a Cagliaresa oraz lokalnej rady zwanej l-Universita’ z siedzibą w Mdinie, ustanowionej w ramach autonomii wyspy przez wicekróla Sycylii, która pełniła funkcje administracyjne.
Świątynia na przestrzeni wieków była wielokrotnie przebudowywana. W 1636 roku wybudowano dwie dzwonnice; w jednej z nich znajdował się duży dzwon. Przypuszcza się, że autorem części przebudów w II połowie XVII wieku był Lorenzo Gafà. Liczne modyfikacje konstrukcji budynku miały też miejsce po 1709 roku; do 1740 roku po obu stronach kościoła dobudowano po trzy nowe, mniejsze kopuły.
Kolejne przebudowy miały miejsce w II połowie XVIII wieku. W latach 1755–1757 fasada budynku została rozebrana i odbudowana w zmienionej formie. Uroczysta konsekracja przebudowanej świątyni odbyła się 8 maja 1782 roku. Dokument konsekracyjny wydał kilka dni wcześniej (1 maja) biskup Vincenzo Labini.

## Architektura
Fasada kościoła składa się z trzech przęseł, które są połączone ze sobą pilastrami w porządku doryckim wzniesionymi na cokołach. Pośrodku każdego z przęseł znajdują się prostokątne drzwi wejściowe ujęte w bogato zdobione kamienne obramowania zwieńczone trójkątnymi szczytami. Kondygnacje dolną i górną łączy masywny gzyms. Boczne części fasady są identyczne. Obie zwieńczone są dzwonnicami na planie kwadratu, krytymi dachem namiotowym. Środkowa część elewacji jest bardziej zdobiona niż boczne; nad wejściem znajduje się łuk z kamienną inskrypcją oraz nisza z rzeźbą, a wieńczy ją fronton z łamaną edykułą i wysokim cokołem, na którym ustawiony jest krzyż.
Budowla wzniesiona jest na planie krzyża łacińskiego. Na przecięciu jego ramion, w części centralnej, znajduje się cylindryczna od wewnątrz i ośmioboczna od zewnątrz kopuła.

## Wnętrze
Wewnątrz kościoła znajduje się łącznie 12 ołtarzy (ołtarz główny oraz ołtarze w 11 kaplicach). Są one poświęcone Matce Boskiej i świętym. Przedstawiają m.in. wizerunki Matki Bożej z Góry Karmel, Matki Bożej Różańcowej, Matki Boskiej Bolesnej, św. Leonarda, św. Józefa, św. Franciszka z Asyżu, św. Katarzyny, św. Agaty i św. Franciszka z Paoli.
Nastawę (palę) jednego z ołtarzy przedstawiającą scenę Zwiastowania wykonał w 1874 roku włoski malarz, Pietro Gagliardi.